# Stephanie Storp
Stephanie Storp, nemška atletinja, * 28. november 1968, Braunschweig, Zahodna Nemčija.
Nastopila je na poletnih olimpijskih igrah v letih 1992 in 1996, dosegla je sedmo in šesto mesto v suvanju krogle. Na svetovnih prvenstvih je osvojila bronasto mesto leta 1997, na svetovnih dvoranskih prvenstvih srebrno medaljo leta 1993, na evropskih dvoranskih prvenstvih pa naslov prvakinje leta 1989. 